# Demografía de Europa en la Antigüedad
Europa es el continente con mayor densidad demográfica. Durante la Antigüedad (antes de la industrialización del campo) las regiones más fértiles que estaban en la cuenca del mar Mediterráneo eran las más pobladas.
Evolución de la población europea, incluyendo el territorio de la ex-URSS (en miles de habitantes):
| Autor                  | Población en el año 1 | Población 1000 | Población 1500 | Población 1700 |
| ---------------------- | --------------------- | -------------- | -------------- | -------------- |
| Clark (1967)           | 44 500                | 44 200         | 73 800         | 111 800        |
| Durand (1974)          | 42 500                | 43 500         | 79 000         | -              |
| McEvedy y Jones (1978) | 32 800                | 38 800         | 85 500         | 126 150        |
| Biraben (1979)         | 43 000                | 43 000         | 84 000         | 125 000        |
| Maddison (1999)        | 33 350                | 39 013         | 87 718         | 126 810        |

La siguiente tabla contiene datos sobre la población europea hasta 1820 (en miles):
| País actual                | Población 1 | Población 1000 | Población 1500 | Población 1600 | Población 1700 | Población 1820 |
| -------------------------- | ----------- | -------------- | -------------- | -------------- | -------------- | -------------- |
| Austria                    | 1           | 7000           | 800            | 2500           | 3369           |                |
| Alemania                   | 3000        | 3500           | 12 000         | 16 000         | 15 000         | 24 905         |
| Suiza                      | 300         | 300            | 650            | 1000           | 1200           | 1829           |
| República Checa Eslovaquia | 1000        | 1250           | 3000           | 4500           | 4500           | 7190           |
| Hungría                    | 300         | 500            | 1250           | 1250           | 1500           | 4571           |
| Polonia                    | 450         | 1200           | 4000           | 5000           | 6000           | 10 426         |
| Dinamarca                  | 180         | 360            | 600            | 650            | 700            | 1155           |
| Noruega                    | 100         | 200            | 300            | 400            | 500            | 970            |
| Suecia                     | 200         | 400            | 550            | 760            | 1260           | 2585           |
| Reino Unido                | 800         | 2000           | 3942           | 6170           | 8565           | 21 226         |
| España                     | 4500        | 4000           | 6800           | 8240           | 8770           | 12 203         |
| Portugal                   | 500         | 600            | 1000           | 1100           | 2000           | 3297           |
| Francia                    | 5000        | 6500           | 15 000         | 18 500         | 21 471         | 31 246         |
| Países Bajos               | 200         | 300            | 950            | 1500           | 1900           | 2355           |
| Bélgica                    | 300         | 400            | 1400           | 1600           | 2000           | 3434           |
| Italia                     | 7000        | 5000           | 10 500         | 13 100         | 13 300         | 20 176         |
| Grecia                     | 2000        | 1000           | 1000           | 1500           | 1500           | 2312           |
| Albania                    | 200         | 200            | 200            | 200            | 300            | 437            |
| Bulgaria                   | 500         | 800            | 800            | 1250           | 1250           | 2187           |
| Rumania                    | 800         | 800            | 2000           | 2000           | 2500           | 6389           |
| Yugoslavia                 | 1500        | 1750           | 2250           | 2750           | 2750           | 5215           |
| Finlandia                  | 20          | 40             | 300            | 400            | 400            | 1169           |
| Otros                      | 100         | 113            | 276            | 358            | 394            | 657            |
| McEvedy & Jones (1978)     | 29 450      | 31 913         | 70 768         | 90 728         | 100 260        | 169 303        |

Evolución de la población europea durante el Medievo (miles):
| Área                               | Población 500 | Población 650 | Población 1000     | Población 1340       | Población 1450     |
| ---------------------------------- | ------------- | ------------- | ------------------ | -------------------- | ------------------ |
| Grecia Balcanes                    | 5000          | 3000          | 5000               | 6000                 | 4500               |
| Italia                             | 4000          | 2500          | 5000               | 10 000               | 7300               |
| España Portugal                    | 4000          | 3500          | 7000               | 9000                 | 7000               |
| Europa Meridional                  | 13 000        | 9000          | 17 000             | 25 000               | 19 000             |
| Francia Benelux                    | 5000          | 3000          | 6000               | 19 000               | 12 000             |
| Islas británicas                   | 500           | 500           | 2000               | 5000                 | 3000               |
| Germania Escandinavia              | 3500          | 2000          | 4000               | 11 500               | 7300               |
| Europa Central Europa Occidental   | 9000          | 5500          | 12 000             | 35 500               | 22 500             |
| Eslavos - Rusia - Polonia/Lituania | 5000          | 3000          | 8000 - 6000 - 2000 | 11 000 - 8000 - 3000 | 8000 - 6000 - 2000 |
| Hungría                            | 500           | 500           | 1500               | 2000                 | 1500               |
| Europa Oriental                    | 5500          | 3500          | 9500               | 13 000               | 9300               |
| Europa                             | 27 500        | 18 000        | 38 500             | 73 500               | 50 800             |

## Antigua civilización griega
Depende de considerar la idea qué se tenga sobre Grecia, pues el mundo helénico varió mucho a lo largo de la Antigüedad, si se incluye o no en el ámbito griego como a Macedonia o a sus colonias en el mar Mediterráneo, en el mar Negro, las polis de Asia Menor y los asentamientos coloniales de la Magna Grecia, de África del Norte y de Iberia. Hay que destacar que Cronos (Creta), en épocas tan tempranas como el 1600 a. C. tenía ya más de 100 000 habitantes.
La población minoica de Creta era en su punto máximo de 500 000 a 800 000 personas.
En cuanto a la idea de Grecia se puede incluir toda la Grecia propiamente como tal y a sus colonias y áreas de mayor influencia (Macedonia, costas occidentales de Asia Menor, Sicilia, Cirenaica y el Mar Negro), es decir, personas de habla griega.
En el siglo VIII a. C. se estiman en 700 000 helenos, pero creció. El problema era que el país tenía un territorio capaz de mantener una población limitada con la tecnología agrícola que tenían, por lo que la guerra entre ciudades por los recursos se intensificó y se decidió mandar a la población sobrante a colonias al exterior; con ello floreció el comercio y surgieron nuevas rutas comerciales.
Según Beloch, en la época dorada de Grecia, la población de la porción continental fue de unos tres millones, destacando Ática con un cuarto de millón (y una Atenas con más de doscientos mil), Laconia y Mesenia con un poco menos, y Macedonia y Calcídica con medio millón. Además, probablemente más de un millón de griegos al oeste de Anatolia y otro tanto para sus colonias occidentales, cuatrocientos mil en las costas del mar Negro y un cuarto de millón en Cirenaica.
Según esta corriente los griegos tuvieron que colonizar otras regiones del Mediterráneo porque su población no podía mantenerse y llegaba a los varios millones.
En el siglo V a. C., incluyendo sus colonias, eran entre 0,8 y 3 millones de griegos. En el siglo IV a. C. de 8 a 10 millones de personas.
Densidad demográfica de la Antigua Grecia según V. Ehrenberg en el siglo V a. C.:
| Regiones con 16-21 hab./km²                    | Regiones con 30 hab./km² | Regiones con 33-43 hab./km²    | Regiones con 60-75 hab./km² | Regiones con más de 75 hab./km²         |
| ---------------------------------------------- | ------------------------ | ------------------------------ | --------------------------- | --------------------------------------- |
| Etolia Acarnania Dóride Lócride Fócide Arcadia | Acaya Élide Tesalia      | Laconia Mesenia Argólide Eubea | Beocia Megáride Siciónide   | Corintia (110) Ática (160) Egina (600). |

Población de la Atenas clásica y su área de dominio (V. Ehrenberg):
| Población de Atenas | 480 a. C. (miles) | 430 a. C. (miles) | 400 a. C. (miles) | 360 a. C. (miles) |
| ------------------- | ----------------- | ----------------- | ----------------- | ----------------- |
| Ciudadanos          | 25-30             | 35-45             | 20-25             | 28-30             |
| Ciud. + familias    | 80-100            | 110-150           | 60-90             | 85-110            |
| Metecos             | ¿4-5?             | ¿10-15?           | ¿6-8?             | ¿10-15?           |
| Met. + familias     | ¿9-12?            | ¿25-40?           | ¿15-25?           | ¿25-50?           |
| Esclavos            | 80-110            | 80-110            | ¿40-60?           | ¿60-100?          |
| Total               | ¿120-150?         | ¿215-300?         | ¿115-175?         | ¿170-255?         |

Población de Esparta y su área de dominio y la región de Beocia (V. Ehrenberg):
| Población de Esparta    | 480 a. C.−460 a. C. (miles) | 371 a. C. (miles) | Población de Beocia (miles) | Siglo V a. C. (miles) | Siglo IV a. C. (miles) |
| ----------------------- | --------------------------- | ----------------- | --------------------------- | --------------------- | ---------------------- |
| Espartanos              | 4-5                         | 2,5-3             | Ciudadanos                  | 28-30                 | 35-40                  |
| Id. de derecho inferior | ¿0,5?                       | 1,5-2             | Ciud. + familias            | 85-90                 | 110-125                |
| Esp. + ciudadanos       | 12-15                       | 7-9               | Metecos + familias          | 5-10                  | 5-10                   |
| Periecos                | ¿40-60?                     | ¿40-60?           | Esclavos                    | 20                    | 30                     |
| Hilotas                 | 140-200                     | 140-200           |                             |                       |                        |
| Total Esparta           | 192-275                     | 187-269           | Total Beocia                | 110-120               | 145-165                |

### Grecia continental
Sin embargo en la propia Grecia, de donde surgió la cultura que se expandió por todo el Mediterráneo, solo vivían un millón de helenos durante las guerras médicas y de 3 a 5 millones de personas cuando se produjo la conquista romana. Debido a su baja tasa de natalidad la población helénica se vio más afectada que otras cuando el Imperio romano entró en decadencia y acaecieron las invasiones germanas. Su población en el siglo IV cayó a 3,5 millones, pero gracias al éxito de los emperadores bizantinos en rechazar a los bárbaros llegaron en el siglo VII a los 5 millones.
Tras las invasiones de los eslavos y musulmanes, junto con las Cruzadas y la decadencia del Imperio bizantino, la población volvió a caer a solo 3 millones en el año 1000.
Se calcula que para esa época la población de la península del Ática era de 350 000 a 500 000.
De estos, cerca de 160 000 vivían en Atenas, incluyendo cerca de 40 000 esclavos y extranjeros, solo 45 000 ciudadanos. En Beocia había 110 000 a 165 000 habitantes (100 000 personas libres), en el territorio de Esparta unas 190 000 a 400 000 (solo 10 000 ciudadanos)
y en el área de Corinto unas 100 000 (60 000 esclavos).

### Colonias
En cuanto a Sicilia se calculan en entre 0,6 a 1 millón de personas, con 125 000 viviendo en la ciudad de Siracusa y con otras cinco ciudades con más de 20 000 habitantes, esta isla poseía un alto grado de urbanización, cercano al 50 % de su gente.
En la Cirenaica, al noroeste de la actual Libia, una región bastante fértil, había varias ciudades griegas, como Cirene, Barca, Evespérides, Apolonia y Tauchira. Vivían como poco unos 200 000 colonos griegos. Para el siglo IV la población de aquellas colonias era de 500 000 personas. La población local eran los garamantes, que sumaban 50 000 a 100 000 personas.
En torno al 335 a. C., el idioma griego antiguo tenía unos 800 000 hablantes, incluyendo las colonias.
En el año 300 la población de Sicilia, Córcega y Cerdeña era de apenas 250 000 personas.

## Galia
La antigua Galia era el actual territorio de Francia, Bélgica, oeste de Suiza y sur de Holanda. Hay dos corrientes sobre la población de aquella región.

### Bajistas
Se calcula que antes de la conquista de Julio César en la guerra de las Galias (58 a 51 a. C.) tenía una población de 3
a 6 millones de personas, aunque esta no crecía muy rápido debido a las guerras tribales continuas, según César las regiones más pobladas eran la Galia Central y la Meridional, mientras que la Belga estaba mucho más germanizada. El número de guerreros galos llegaría a un millón.
La guerra tuvo un saldo de 1 a 1,5 millones de muertos y 1 millón de esclavizados, quedando en el país 1 a 4 millones de personas, en su mayoría mujeres, niños y ancianos. Para la decadencia del imperio y las invasiones germanas la población volvió a caer a 5 millones.

### Alcistas
Según los más alcistas se calculan en 3 millones de guerreros galos contra César, en una población de 12
a 15 millones de personas,
murieron 3 millones de nativos y 1 millón fueron esclavizados.
Según Julio César, 750 000 guerreros galos se rebelaron bajo las órdenes de Vercingétorix en toda la Galia, aunque estimaciones modernas los rebajan a 300 000.
La población de los belgas era capaz de movilizar 500 000 guerreros (tenían 2 millones de habitantes).
Unos 0,8 a 2 millones de personas vivían en pueblos de más de 5000 habitantes durante el auge del Imperio romano.
| Tribu                                                              | Galia                      | Población (fecha) (miles) | Guerreros (miles) 58 a. C. | Guerreros (miles) 57 a. C. | Guerreros (miles) 52 a. C. | Tribu                                                                  | Galia            | Población (fecha) (miles) | Guerreros (miles) 58 a. C. | Guerreros (miles) 57 a. C. | Guerreros (miles) 52 a. C. |
| ------------------------------------------------------------------ | -------------------------- | ------------------------- | -------------------------- | -------------------------- | -------------------------- | ---------------------------------------------------------------------- | ---------------- | ------------------------- | -------------------------- | -------------------------- | -------------------------- |
| Arvernos y vasallos (eleuteros, cadurcos, gabalos, velaunos)       | Galia Céltica              | -                         | s/i                        | s/i                        | 35                         | Tigurinos                                                              | Galia Narbonense | 30 (58 a. C.).            | -                          | -                          | -                          |
| Helvecios (verbigenes).                                            | Narbonense                 | 100 160 263 (58 a. C.).   | 65,75 40 16 (6 v.)         | -                          | 10                         | Bituriges y carnutes (de Avárico) Sécuanos, senones, sántonos, rutenos | Céltica          | 80 bi. 40 ca. (52 a. C.). | -                          | -                          | 12                         |
| Tulingos                                                           | Narbonense                 | 36 (58 a. C.).            | 9                          | -                          | -                          | Latobrigos                                                             | Narbonense       | 14 (58 a. C.).            | 3,5                        | -                          | -                          |
| Rauracos Boyos                                                     | Narbonense Galia Aquitania | 23 r. 32 b. (58 a. C.).   | 4,75 r. 8 b.               | -                          | 30                         | Atuáticos (Atuátuca).                                                  | Galia Bélgica    | 57 60 (57 a. C.).         | -                          | 19 29                      | -                          |
| Heduos y vasallos (segusiavos, branovices, ambivaretos, blanovios) | Céltica                    | -                         | -                          | -                          | 35                         | Belóvacos                                                              | Bélgica          | 50 400 (57 a. C.).        | -                          | 60 100                     | 2 10                       |
| Atrébates                                                          | Bélgica                    | -                         | -                          | 15                         | 4                          | Nervios                                                                | Bélgica          | -                         | -                          | 50                         | 5                          |
| Suesones                                                           | Bélgica                    | -                         | -                          | 50                         | 5                          | Mórinos                                                                | Bélgica          | -                         | -                          | 25                         | 5                          |
| Ambianos                                                           | Bélgica                    | -                         | -                          | 10                         | 5                          | Mediomátricos                                                          | Bélgica          | -                         | -                          | -                          | 5                          |
| Petrocorios                                                        | Bélgica                    | -                         | -                          | -                          | 5                          | Nitióbroges                                                            | Bélgica          | -                         | -                          | -                          | 5                          |
| Cáletes                                                            | Bélgica                    | -                         | -                          | 10                         | -                          | Veriocases Viromanduos                                                 | Bélgica          | -                         | -                          | 10                         | -                          |
| Eburones, condrusos, cerosos, pemanos                              | Bélgica                    | -                         | -                          | 40                         | -                          | Menapios                                                               | Bélgica          | 28 (57 a. C.).            | -                          | 9                          | -                          |
| Lemovices                                                          | Céltica                    | -                         | -                          | -                          | 10                         | Pictones                                                               | Céltica          | -                         | -                          | -                          | 8                          |
| Túronos                                                            | Céltica                    | -                         | -                          | -                          | 8                          | Parisios                                                               | Céltica          | -                         | -                          | -                          | 8                          |
| Suesiones eleuterios                                               | Céltica Bélgica            | -                         | -                          | -                          | 8                          | Aulercos cenómanos                                                     | Céltica          | -                         | -                          | -                          | 5                          |
| Veliocases                                                         | Bélgica                    | -                         | -                          | -                          | 3                          | Lexovios                                                               | Céltica          | -                         | -                          | -                          | 3                          |
| Aulercos eburovices                                                | Céltica                    | -                         | -                          | -                          | 3                          | Arémoricos                                                             | Céltica          | -                         | -                          | -                          | 6                          |
| Veragros Sedunos                                                   | Narbonense                 | -                         | -                          | 30                         | -                          | -                                                                      | -                | -                         | -                          | -                          | -                          |

En el inicio del siglo IV a. C. unos 300 000 celtas migraron hacia Italia y los Balcanes, incluyendo senones, boyos, insubres, escordiscos y gálatas.
Se calcula que en el siglo IV a. C. había unos 170 000 senones (aunque esta cifra posiblemente sea exagerada).
Unos 30 000 celtas (senones y lingones) llegaron a Italia y otro tanto ingresó en Grecia tras su derrota y la muerte de su líder 20 000 de ellos ingresaron en Asia Menor y se fueron llamados por los locales como gálatas.
Durante el alto imperio, la relativa paz, bonanza económica y estabilidad lograron que la población se recuperada rápidamente (la tasa de natalidad gala, judía, germana y egipcia eran mayores a las romana o griega). En el siglo I eran 8 millones, para finales del imperio llegó a los 12,2 millones pero a raíz de la crisis imperial y las invasiones la población cayó mucho con el paso del tiempo. Para el siglo IX descendió a los 5 a 8,8 millones de personas.
Una tribu gala que muestra una gran población eran los lingones que durante la rebelión de los bátavos se aliaron a los romanos y les apoyaron con 70 000 guerreros.
En el actual Benelux vivían 500 000 personas, incluidos belgas, frisiones y bátavos.
Según E. Levasseur, basándose en Posidonio, la menor de las tribus galas tenía 50 000 miembros mientras que las mayores superaban los 200 000, estimó un total de 6 millones de habitantes en la época de César, Beloch admite una cifra de 5,70 a 6,75 millones.

## Península ibérica
En tiempos de los romanos había en Hispania, según Plinio el Viejo y Estrabón, unos 3 millones de indígenas, que podrían ser 4 millones, lo que supondría una densidad de población de 8 habitantes por kilómetro cuadrado. Comparado con las cifras del siglo XXI, una décima parte.
Durante la época romana la población aumentaría lentamente hasta el siglo II, debido tanto al crecimiento vegetativo como a la inmigración de romanos veteranos del Ejército, italianos, mauritanos y judíos. Aunque la romanización supuso un descenso de la población indígena.
Parece ser que la esperanza de vida de los romanos no era muy superior a la de las poblaciones indígenas. Sobre todo en la esperanza de vida al nacer.
Sin embargo, la población peninsular pudo crecer a unos 6 millones como máximo a mediados del siglo II.
La península ibérica fue escenario de las primeras epidemias documentadas en el Mediterráneo occidental, a finales del siglo II (la peste antonina). Durante el siguiente siglo tuvieron lugar las invasiones de los pueblos germánicos. La mayor virulencia se dio en el siglo V. Con ellas la sociedad se vuelve rural, cae la fecundidad y la nupcialidad, debido al clima de violencia e inseguridad. Esta caída de las tasas demográficas supuso que hacia el siglo VI, cuando los visigodos se asentaron en Hispania, no hubiese más de 4 millones de habitantes, las tribus germanas eran en total 300 000 personas (visigodos, suevos y alanos).
Se estima que durante las guerras celtíberas murieron 150 000 a 200 000 hombres.
La región de Gallaecia durante el Imperio romano se dividía en tres conventus, el lucensis al noroeste, el bracarensis suroeste y el asturicensis al este. La población se dividía en astures al este y galaicos al oeste. En el siglo I durante el reinado de Vespasiano, en la región de los cántabros vivían 160 000 a 200 000 personas (40 000 a 50 000 guerreros) y los astures 240 000 (60 000 guerreros).
Según Plinio, la población de los galaicos era de 451 000 personas, desglosados en 166 000 para el convento lucense y 285 000 para el bracaraugustano.
Las fuentes más alcistas como J. González Echegaray hablan de 720 000 astures y 1 273 000 galaicos.
Los vacceos eran unos 200 000 a 350 000 a inicios del siglo II a. C.
En estos cálculos se incluye también la población del actual Portugal que llegó a tener de 0,5
a 1 millón en la Edad de Oro del imperio, según cálculos actuales.
En tanto que la población de los Ibero-romanos se calcula en 2 millones o más
y la de los celtiberos y romanos en 1 a 3,5 millones de vascos, cántabros y astures.
Por su parte, los vascones a inicios del siglo I a. C. eran 40 000 personas, crecieron a 50 000 en la época posterior a las guerras sertorianas. Gracias al período de paz tras la conquista romana la población aumentó a 70 000 vascones a fines del siglo I a. C.; la población continuó aumentando hasta llegar a 100 000 en el siglo III, pero a partir de entonces ―producto de la decadencia del imperio, la crisis económica, las invasiones y las guerras civiles― la población cayó a 60 000 en el siglo V.
Con la conquista musulmana de la península ibérica unos 60 000
árabes y 100 000 bereberes se instalaron en al-Ándalus.
En total unos 150 000 a 200 000 musulmanes migraron a la península.
Estimaciones actuales consideran que el reino de Granada pudo tener al momento de su anexión a la corona española unos 300 000 a 350 000 habitantes.
Entre 1492 y 1496 se produce la conquista de las Canarias, las nativas tribus bereberes, los guanches, sumaban 60 000 a 100 000 personas,
unos 30 000 a 35 000 en Tenerife y 30 000 a 40 000 en Gran Canaria.

## Islas británicas
El archipiélago británico (Gran Bretaña e Irlanda) tenía un millón de habitantes.
Algunas fuentes dan una cifra de 4 millones en Gran Bretaña y en Irlanda la mayoría acepta la cifra de 500 000 y no más de 750 000.
En Escocia la población llegaba a las 300 000 personas a fines de la Edad del Bronce (II milenio a. C.).
Según las estimaciones de P. J. Fowler, a mediados del III milenio a. C. la población de la isla de Britania era de 10 000 personas; para finales del I milenio a. C.
habría crecido hasta por lo menos un millón.
La población británica, tras las altas perdidas por la conquista, creció de 3 a 3,5 millones a inicios del siglo V.
Los cálculos sobre la población de la Britania romana varían mucho, entre 1 y 6 millones. Producto del fin del imperio y las invasiones germanas la población isleña cayó a 1 millón durante el período sajón, permaneciendo hasta el siglo XI cuando volvió a aumentar llegando a 5 a 7 millones en el siglo XV, pero tras la peste negra volvió a reducirse a solo 2 a 4 millones.
En el año 60 a 61 con la rebelión de Boudica los locales llegaron a movilizar una masa de 100 000
a 230 000 hombres, mujeres y niños.
En el año 150 la sociedad de Hibernia estaba organizada en cerca de 150 reinos tribales, llamados tuathas, sumaban entre todos menos de 500 000 habitantes, todos de origen celta.
En el siglo IV la Britania romana tenía 750 000 habitantes.
En 892 unos 5000 a 10 000 vikingos desembarcaron en Kent incluyendo hombres, mujeres y niños.
Los jutos del rey Ethelberto de Kent aceptaron en masa el bautismo, unos 10 000 se convirtieron junto a su monarca en 601.
Algunas fuentes estiman que la migración anglo-sajona a Britania bien pudo ser de 35 000 a 50 000 personas, compuestas por unos 7000 a 10 000 mercenarios con sus familias.
En 1747 las tierras altas de Escocia tenían 420 000 habitantes.

## Germania
Los textos romanos son las mejores fuentes para estimar la población de los pueblos germánicos. Empezando con la guerra cimbria, que fue la migración de los cimbrios, teutones y ambrones a los que se les unieron después los tigurinos, boios y escordiscos, sumando en total según historiadores romanos 800 000 personas
(300 000 guerreros)
aunque estimaciones modernas rebajan la cifra a 300 000 en total
(150 000
a 200 000
cimbrios). Las tribus terminaron por ser derrotadas y aniquiladas, en la batalla de Aguas Sextias los teutones y ambrones (200 000
muertos y 80 000
a 90 000
capturados) y en Vercelas los cimbrios (160 000
muertos y 20 000
a 60 000
prisioneros) sobreviviendo 100 000
a 150 000
como esclavos. Unos 6000 cimbrios escaparon a Bélgica, donde pasarían a formar la tribu de los aduáticos.
Posteriores migraciones germanas se produjeron décadas tras las victorias de Mario, durante la llamada guerra de las Galias Julio César enfrentó y derrotó a los grupos de germanos que cruzaron el río Rin para instalarse en las Galias, territorio en pleno proceso de conquista. César ante esto lanzó dos campañas en Germania contra las tribus en el 55 y el 53 a. C.
Destacan dos invasiones en dicha época, en el 58 a. C. se produce la batalla de Los Vosgos en la que se destruye a la Confederación sueva de Ariovisto, este jefe germano había entrado en la provincia hacia el 72 a. C., cuando entró en la provincia con 15 000 guerreros a apoyar a los arvernos y sécuanos en contra de los eduos.
Tras la victoria Ariovisto decidió quedarse y ocupó un tercio de la tierra de los sécuanos, pasando a instalar a su tribu y aliados en aquella tierra, unos 120 000 (aunque César habla de 180 000)
se fueron instalando, incluyendo a los suevos propiamente tales, harudes (24 000 personas)
y marcomanos.
Su migración fue la que produjo la marcha de los helvecios que serviría al general romano para intervenir en las Galias y la posterior de los usípetes y téncteros.
Siguiendo las cifras de César unos 60 000 germanos eran guerreros, siendo derrotados por las legiones y luego perseguidos hasta que cruzaron de vuelta el Rin, resultando muertas cerca de 80 000 personas.
La posterior invasión de los usípetes y téncteros en 56 a. C. fue cifrada por Julio César en 400 000 personas, aunque cifras actuales les rebajan a 150 000 germanos.
Estos se instalaron en el valle del río Mosa, mientras César negocio con ellos la caballería de las tribus atacó a varias guarniciones romanas causando fuertes bajas, los romanos aprovecharon que los jinetes germánicos fueron a alimentar sus caballos lejos del campamento para atacar por sorpresa mientras continuaban las negociaciones, varias decenas de miles fueron asesinados y esclavizados, los sobrevivientes huyeron a sus tierras. Tácito los cifra en cambio en al menos 180 000, unos 100 000 para cada pueblo.
En la zona de la Galia Bélgica habitaban diversas tribus germanas sometidas por los romanos junto a vecinos celtas, entre estas estaban los menapios (28 000 personas, 9000 capaces de luchar)
y bátavos (35 000, 5000 armados).
Caso aparte son los sicambrios, tribu que junto a usípetes y téncteros en el 16 a. C. invadió la Galia romana donde derrotaron en batalla al gobernador Marco Lolio. Para vengar la humillación el general Druso el Mayor les derrotó y expulsó al este del Rin, en total unas 40 000 personas,
incluyendo algunos suevos.
En el siglo I los germanos se estimaban en 60 tribus, en la región entre los ríos Rin, Elba y Danubio había 20 a 23 tribus, esta región era la que Augusto ambicionaba con conquistar, sin embargo, tras la batalla del bosque de Teutoburgo sus planes se cancelaron.
Para aquella región Delbrürck estimaba en 0,64 a 0,70 millones de habitantes (1 o 2 millones en toda la Germania), Schmoller en 0,9 a 1,2 millones y Canter de 1 a 1,15 millones (3 millones de germanos en total) aunque en un cálculo posterior rebajó su cifra a 750 000.
Levasseur apoyó una cifra de 1,45 millones de personas viviendo en el valle del río Mosa.
La alta población de la provincia queda marcada por el tamaño de los ejércitos germanos, en la batalla de Idistaviso 51 000
a 55 000
germanos lucharon dentro de la alianza de Arminio mientras que los marcomanos de Marbod sumaban 74 000
a 75 000.
Friedrich Engels hizo un estudio sobre la población de las tribus germánicas, en el área entre los ríos Rin, Danubio y Vistula en el siglo I a. C. tenía cerca de 500 000 kilómetros cuadrados, donde vivían decenas de tribus, con un promedio de cerca de 100 000 miembros cada una, considerando una cifra total de cinco millones de germanos.
En el siglo IV la cifra había aumentado ya en un millón más, momento en que la presión demográfica empezó a obligarles a migrar hacia el Imperio romano.
Con el tiempo la presión demográfica se hizo cada vez mayor, los emperadores prefirieron en lugar de realizar costosas campañas permitir que tribus aliadas se instalaran dentro del imperio, a finales del gobierno de Augusto 50 000 germanos y 100 000 dacios se instalaron en Moesia;
hacia el año 150 godos
y gépidos
llegaron desde Escandinavia e invadieron el valle del Vistula expulsando a las tribus locales y forzando nuevas migraciones que llevarían a las guerras marcomanas.
Tras la peste antonina y la muerte de millones de habitantes del imperio fue necesario el autorizar que grandes contingentes de bárbaros se instalaran y repoblaran muchas zonas rurales gracias a su mayor natalidad iniciando la barbarización de su estado. Entre 270 y 300 un millón de colonos germanos se instalaron en el valle danubiano incluyendo a cien mil bastarnos (279-280).
En el 259 los romanos detuvieron la invasión de 300 000 alamanes en la batalla de Mediolanum, aunque esta cifra incluya a tribus aliadas la cifra actualmente es considerada exagerada.
Sobre todo si se compara con cifras de la posterior batalla de Estrasburgo (año 357) en la que las legiones destruyeron al ejército alamán que invadía las Galias, y que se componía de solo 35 000 guerreros según fuentes antiguas,
aunque estudiosos modernos rebajan aún más la cifra, llegando a proponer que los alamanes eran capaces de contar con solo 15 000 hombres
lo que disminuiría bastante el tamaño de aquella tribu.
Durante el siglo III muchas de las tribus clásicas de los germanos producto de dicha presión y el contacto con los romanos entraron en un sangriento período de guerras internas, creándose un gran número de Señores de la guerra, terminando por disolverse. Con el tiempo los pequeños grupos belicosos exitosos aumentaron su influencia hasta crear las nuevas tribus o confederaciones que terminarían por invadir el Imperio romano. Como los sajones, alamanes, francos, anglos, vándalos, suevos, jutos, lombardos y los godos (llegados desde Escandinavia).
Durante el siglo III los godos terminan por dividirse en: visigodos, ostrogodos, vándalos, gépidos, rugios, esciros y otros. Su migración forzó a otras tribus a abandonar sus tierras y escapar al imperio. En 376 a los visigodos, greutungos, alanos y tervingios se les fue concedido es estatus de refugiados para poder entrar en el imperio expulsados por los hunos. En su tiempo son cifrados en un millón de almas (200 000 combatientes)
aunque estudios modernos reducirían esa cifra a solo 75 000 personas.
Esta migración se notara también en el ejército que pasará a formarse en gran medida de bárbaros reclutados entre las tribus que han entrado o en grupos de mercenarios, abandonándose las antiguas tácticas, armas y disciplinas. A mediados del siglo IV 40 000 guerreros godos luchaban en el ejército mientras 300 000 sármatas obtenían el permiso de entrar en el imperio.
Sin embargo, ante la cada vez más evidente debilidad del imperio acompañada de gran riqueza fueron aumentando las incursiones de saqueo o invasiones agresivas.
Tras su pacificación, Juliano le concedió al pueblo franco gran parte de la Galia Bélgica a modo de que estos contuvieran a futuros pueblos en su intención de entrar. Aunque se ha llegado a hablar de un millón de francos
cifras posteriores rebajan su tamaño a 80 000 a 150 000 salios y ripuarios.
Para el siglo IV el Imperio romano de Occidente se hallaba muy debilitado, al ceder tierras a las tribus germanas a cambio de soldados había ido perdiendo cada vez más tierras y recursos pudiendo solo contratar germanos en su ejército los que a cambio les pedían más tierras iniciando un círculo vicioso de empobrecimiento, dependencia y pérdida territorial. A esto se les unió la migración de los hunos que forzaron a cruzar el Rin a 150 000 suevos, alanos y vándalos
lo que motivaría a los burgundios a hacer lo mismo al año siguiente (435), dos años después Aecio envió un poderoso ejército de mercenarios hunos que los exterminó.
Aunque cifras de Paulo Orosio señalan que 80 000 guerreros burgundios cruzaron el Rin, historiadores modernos señalan que la estimación probablemente se refería al tamaño de toda la tribu.
Sin embargo, algunos autores consideran que la cifra sigue siendo demasiado alta.
En cuanto a los sajones que invadieron la Britania romana se les estiman en 10 000 a 200 000 personas en una región poblada por unos 2 millones de personas entre los siglos V y VII.
Sobre los que permanecieron en el continente, Carlomagno expulsó a 30 000 de ellos de sus tierras (783).
Hacia el 440, el grupo gótico dominado por la familia Amal lo formaban 50 000 personas, 10 000 de ellos guerreros,
este grupo sería la base de la que se formarían los ostrogodos.
Hacia el 400 Radagaiso, jefe bárbaro, reunió 200 000 guerreros y arrasó Italia hasta su derrota y muerte.
Por otra parte, en el 409 llegaron 100 000 vándalos a la península ibérica (según J. Liebeschuetz), veinte años después una masa de 50 000 (para Procopio de Cesarea) u 80 000 (Liebeschuetz) cruzaron al Magreb, fundando el reino vándalo.
Estudios modernos consideran que la masa se componía de 16 000 asdingos, 43 000 alanos y 21 000 silingos, otros estudios señalan en 30 000 asdingos, 25 000 alanos y 25 000 silingos (10 000 en edad militar).
Esta migración fue producto de la derrota sufrida por estos pueblos a manos de los suevos y visigodos.
Se debe mencionar que los vándalos se dividían en silingos y asdingos.
Sobre la masa de 409 esta se componía de aproximadamente 200 000 personas (50 000 silingos, 30 000 alanos, 80 000 asdingos y 20 000 a 25 000 suevos).
Respecto a los suevos, siempre fueron una tribu pequeña, teniendo apenas 4000 a 10 000 guerreros su población pudo ser de 20 000 a 30 000 personas.
La tribu de los hérulos se componía de 20 000 a 25 000 personas (4500 guerreros),
aunque algunas fuentes hablan de más de cinco mil mercenarios hérulos en los ejércitos bizantinos del siglo VI.
Se estima que en 418 se instalaron entre 50 000 y 100 000 visigodos en Galia. De estos, entre 70 000 y 90 000 migraron después a la península, contándose que un gran número de ellos se estableció en Aquitania y la Galia Narbonense. Los historiadores consideran que la población pudo crecer hasta los 200 000 o mantenerse en los 100 000 debido a las constantes guerras civiles, aunque al parecer todo indica que 7000 a 10 000 formaban parte del ejército.
En cuanto a los ostrogodos, en el 493 se habrían establecido en Italia unos 100 000.
Alboino, rey de los lombardos, ordena en 568 a su pueblo cruzar los Alpes e instalarse en el norte de Italia, la masa que el dirigía incluía bávaros, gépidos (como esclavos), búlgaros, ávaros y 20 000
sajones partiendo desde Pannonia, sin embargo, la cifra varía enormemente según el autor, Pablo el Diácono los cifra en 100 000 de los que 26 000 serían guerreros
mientras que los testigos de la época los cifraban en medio millón.
Estudiosos modernos dan cifras de 100 000 a 150 000 (como Jörg Jarnut), 150 000 (Neil Christie), 150 000 a 200 000 (Wilfried Menghen) y 100 000 a 300 000 (Stefano Gasparri).
En tanto que a comienzos del siglo I Escandinavia tenía 0,5 millones de habitantes (que se duplicaron al milenio siguiente), Bohemia, Moravia y Eslovaquia 1 millón y las modernas Hungría y Polonia 0,30 y 0,45 millones respectivamente.
En cuanto a los vikingos en el siglo IX conquistaron Irlanda, fundando un reino que llegó a tener 300 000 habitantes. Un número importante de estos navegantes, cerca de 200 000, migró a Inglaterra, Francia, Italia y España en los siglos IX a XI. En el año 1000 se considera que la población de Islandia era de 50 000 personas, mientras que las colonias escandinavas en Groenlandia la cifra no pasaba de 3000
o 5000.
La población islandesa creció a 70 000 u 80 000 en el siglo XIII.

## Eurasia
Población de la antigua URSS hasta 1870:
| Regiones               | 1 (miles de habitantes) | 1000 (miles de habitantes) | 1500 (miles de habitantes) | 1600 (miles de habitantes) | 1700 (miles de habitantes) | 1820 (miles de habitantes) | 1870 (miles de habitantes) |
| ---------------------- | ----------------------- | -------------------------- | -------------------------- | -------------------------- | -------------------------- | -------------------------- | -------------------------- |
| McEvedy & Jones (1978) | 3900                    | 7100                       | 16 950                     | 20 700                     | 26 550                     | 54 765                     | 88 672                     |
| Rusia europea          | 2000                    | 4000                       | 12 000                     | 15 000                     | 20 000                     | 44 161                     | 71 726                     |
| Siberia                | 100                     | 100                        | 200                        | 200                        | 300                        | 1443                       | 3272                       |
| Cáucaso                | 300                     | 500                        | 1250                       | 1500                       | 1750                       | 2429                       | 4587                       |
| Turquestán             | 1500                    | 2500                       | 3500                       | 4000                       | 4500                       | 6732                       | 9087                       |

Tras la migración de las tribus germánicas al sur y oeste de Europa una amplia región del norte de Alemania, entre los ríos Elba y Oder hasta el Báltico, quedó despoblada y fue ocupada lentamente por los eslavos del este y el sur, llamados vendos por sajones y daneses. Durante la Edad Media en dichos territorios se dio un proceso muy diverso de colonización de europeos occidentales (sobre todo alemanes y judíos) que fue la causa de la diversidad étnica de Europa oriental, los monarcas alemanes y polacos fueron los principales promotores de este proceso.
Tras la migración de los germanos a Europa Occidental fueron los eslavos los que ocuparon las regiones que dejaron en el Europa Central y Oriental.
El reino de Alania se ubicaba en Circasia y Osetia del Norte - Alania tenía 100 000 habitantes hacia el 900 d. C.
La tribu de los kangjus eran 16 000 personas a mediados del siglo V,
eran los miembros de los alanos que se habían decidido quedarse en Asia Central, la tribu alana unida sumaba cerca de 100 000 personas en torno al 90 a 150 d. C. cuando se iniciósu inmigración.
En el siglo XI la Rusia europea tenía 4 millones de habitantes, en el siglo XVI tenía 11 a 12 millones de habitantes, en la Transcaucasia vivían otros 2 millones de personas (1500). Durante el siglo XVII el gobierno zarista inició la gradual colonización de Siberia, territorio muy rico en recursos pero habitado solo por unas pocas tribus nómades, a fines de ese siglo la población nativa era de apenas 240 000 personas, siendo el grupo más importante el pueblo buriato que se constituía por 35 000 a 40 000 miembros,
a inicios de la misma centuria eran unos 27 700 los buriatos.

## Italia
Existen diversos cálculos de la población de la Italia romana pero según varios cálculos eran 4 millones de personas durante la segunda guerra púnica (incluidos a 600 000 esclavos), considerándose que la invasión de Aníbal produjo fuertes pérdidas producto de las batallas, el abandono o destrucción de cultivos y al final por la destrucción romana de quienes ayudaron a los cartagineses, se estima en 500 000 italianos muertos.
Se debe entender que la tasa de natalidad de los romanos (y griegos) era mucho menor que la de otros pueblos de esa época por lo que ellos se demoraban más tiempo en cubrir las bajas de una guerra, hambruna o peste. Para cubrir perdidas se traerán germanos como inmigrantes y colonos rurales. Se calcula que al morir Augusto en todo el Imperio romano vivían entre 4 y 5 millones de ciudadanos romanos.
Durante la segunda guerra civil de la República romana murieron unos 170 000 a 320 000 romanos,
y en las Vísperas asiáticas unos 80 000 a 100 000 ciudadanos romanos o hablantes latinos fueron masacrados en toda el Asia Menor por orden de Mitrídates VI.
En el año 600 a. C. aproximadamente la población de la península superaba el millón, incluía 130 000 lucanos (en las actuales Basilicata y Calabria), 570 000 sículos (Sicilia), 450 000 mesapios (Apulia); en algunas regiones la población alcanzaba una alto volumen, 250 000 para Brucio y 200 000 para la Campania. Las colonias griegas superaban el millón de personas.
Sobre la población de los etruscos, el arqueólogo Tom Rasmussen la calcula en un máximo de 600 000 personas en el siglo VI a. C., alrededor del año 504 a. C. en Etruria vivían 280 000 en las principales ciudades y 40 000 en pequeños pueblos y granjas. Unos 60 000 a 90 000 en la Etruria-Campania y Padania (20 000 a 30 000 en el valle del Po o la llanura padania). Durante el siglo V a. C. la población decayó a 300 000 o 400 000 (en total Italia tenía 2,5 millones). Eran 52 000 los varones sobre los 16 a 46 años.
En el inicio del siglo III a. C. la población de los oscos se estima en 250 000 personas.
Entre sus tribus se incluían a los lucanos, samnitas y los oscos propiamente tales.
Según los censos romanos se contaron más de 4 millones de "ciudadanos". Existen dos interpretaciones a estos resultados.
Brunt estimó que la población italiana creció de 5 millones (285 a. C.) a 7 millones (14 d. C.), de estos últimos la población ciudadana era 0,75 millones y los esclavos 3 millones.
En el norte de Italia, a los pies de los Alpes, vivía la tribu celta de los salasos. En el año 25 a. C. fueron conquistados: muriendo 2000 y fueron esclavizados 40 000
(5000 de ellos guerreros).

### Bajistas
Según esta interpretación se contaron tanto a hombres como mujeres y niños libres, es decir, cerca de dos tercios de la población (el otro tercio eran esclavos). Se calcularía que para el siglo I  había 6 millones de personas en Italia (2 millones de esclavos). En el siglo I la península tenía 5 millones de habitantes, la baja se debía principalmente a que cientos de miles de romanos salieron a otras regiones del imperio como colonos. Un siglo después la población llegó a 7 millones (3 millones de esclavos). Al inicio del siglo IV la población italiana sería de solo 6 millones de personas.

### Alcistas
Según esta interpretación se contaron solo a los hombres adultos libres y como resultado la población real sería mucho mayor.
Para el final de la República Romana la población era de 8 millones, incluyendo cerca de 2 millones de esclavos, muchos de estos eran galos o germanos o descendientes de estos, que terminaron por rebelarse al mando de Espartaco. Para tiempos de los Antoninos la población italiana llegó a 10 millones
además de 3 millones de esclavos; con 1,2 a 1,5 millones de personas viviendo en Roma.
Pero a partir de entonces las pestes, invasiones y la baja tasa de natalidad romana junto a la ruralización del imperio llevaron a que, para la Edad Media, está fuera de 2,5 a 5 millones.

## Dacia
En el siglo I a. C. el imperio creado por Berebistas tenía 1
a 2 millones de habitantes,
Su dominio se extendía por Dacia, Moesia, Sarmacia, el oriente de la Marcomania y la Bastarnae.
Tras la muerte de Berebistas su reino se dividió por un siglo, muchos de los reyes dacios de ese entonces empezaron a aliarse con los romanos, permitiéndoseles enviar colonos al interior del imperio. En el año 4 a. C., Elio Cato, comandante militar romano de Moesia, permitió la entrada en su provincia de 50 000 dacios. En el 66 d. C. Tiberio Plauto Escribano Eliano asentó al norte de la desembocadura del Danubio a 100 000 sármatas, bastarnos y dacios.
Además, del 2 al 3 d. C., unos 50 000 getas fueron autorizados a instalarse en territorio romano.
En el reinado de Decébalo, producto de las perdidas territoriales había de 500 000 a un millón de personas
bajo dominio dacio que se redujo mucho con la conquista romana, se esclavizaron hasta 500 000 nativos.
A la nueva provincia llegaron a establecerse unas 450 000 personas, en su mayoría eran veteranos del ejército romano con sus familias originarios de Iliria, Tracia y Macedonia.
Al producirse la conquista del millón de dacios unos 150 000 vivían en zonas urbanas y 150 000 eran pastores de las montañas, los primeros en asentarse al iniciarse la romanización fueron los 150 000 soldados romanos recompensados con tierras y dinero por sus servicios.
Tras la conquista romana la población de la provincia era de 0,6 a 1,25 millones de personas.
Con el tiempo la población se recuperó hasta la invasión goda en el siglo III y su abandono por los romanos. La capital dacia, Sarmizegetusa, llegó a tener hasta 30 000 habitantes.
Los carpianos apoyaron la invasión goda de 249 a 251, de los 300 000 germanos una décima parte serían carpianos.
Entre 275 y 280 las autoridades romanas los cifraban en 100 000 personas.
Otros pueblos asentados en la zona de los Balcanes son los dardanos, que tenían 20 000 guerreros en el siglo III a. C.,
y los bastarnos, que en el siglo II tenían 30 000 guerreros.
En 1241 ante la invasión de sus tierras por los mongoles unos 40 000 cumanos huyeron al reino de Hungría.[cita requerida]